# Parafia Matki Bożej Częstochowskiej w Starych Żukowicach
Parafia Matki Bożej Częstochowskiej w Starych Żukowicach – parafia rzymskokatolicka, znajdująca się w diecezji tarnowskiej, w dekanacie Tarnów Północ.
Parafię erygował biskup tarnowski Jan Stepa 27 grudnia 1957 roku. Kościół parafialny w stylu modernistycznym został zbudowany w 1961 roku, według projektu architekta Ottona Fedaka z Myślenic. 